# 179595 Belkovich
179595 Belkovich este un asteroid din centura principală de asteroizi.

## Descriere
179595 Belkovich este un asteroid din centura principală de asteroizi. A fost descoperit pe 22 iunie 2002 la La Palma de A. Fitzsimmons și I. P. Williams. Asteroidul prezintă o orbită caracterizată de o semiaxă mare de 2,21 ua, o excentricitate de 0,16 și o înclinație de 5,2° în raport cu ecliptica.